# ناوگان چهارم ایالات متحده آمریکا
ناوگان چهارم ایالات متحده آمریکا (انگلیسی: United States Fourth Fleet) ناوگان شماره‌دار نیروی دریایی ایالات متحده آمریکا است، که فرماندهی و کنترل بخش دریایی فرماندهی جنوبی ایالات متحده آمریکا را برعهده دارد. 
ستاد مرکزی ناوگان چهارم در پایگاه هوایی مایپورت در جکسون‌ویل، فلوریدا قرار دارد. این ناوگان مسئول کشتی‌ها، هواپیماها و زیردریایی‌های نیروی دریایی ایالات متحده است که در دریای کارائیب، اقیانوس اطلس و اقیانوس آرام در اطراف آمریکای مرکزی و جنوبی فعالیت می‌کنند.
اناوگان چهارم در ۱۵ مارس ۱۹۴۳ تأسیس شد. این ناوگان در اصل بازطراحی نیروی آتلانتیک جنوبی بود. سه سال پس از تأسیس، در ۱۵ آوریل ۱۹۴۵، ناوگان چهارم منحل و به گروه ویژه ۲۷ تغییر نام داد. در ژوئیه ۲۰۰۸ ناوگان چهارم بار دیگر فعال شد و همچنان به فعالیت خود ادامه می‌دهد.